# Бистчо
Бистчо (енгл. Bistcho Lake) је језеро на крајњем северозападу канадске провинције Алберта, у регији Северна Алберта и на територији специјалне општине Округ Макензи.
Укупна површина језера је 426 км², од чега 13 км² отпада на острва унутар језера док акваторија обухвата 413 км². Површина језера лежи на надморској висини од 552 метра. По површини четврто је језеро на територији Алберте, после Атабаске, језера Клер и Малог ропског језера.
Језеро се налази у сливном подручју Лијар са којом је повезано преко реке Петито. Преко ових река његове воде се одводе ка реци Макензи и даље ка Северном леденом океану.